# Phil de Glanville
Philip Ranulph de Glanville (Loughborough, 1º ottobre 1968) è un ex rugbista a 15 internazionale per l'Inghilterra, per 12 stagioni tre quarti centro del Bath con cui vinse diversi titoli inglesi e un’accoppiata titolo nazionale-Coppa nel 1996.
Con l'Inghilterra prese parte alla Coppa del Mondo 1995 e a quella del 1999.
Ritiratosi dall’attività nel 1999, esercita da allora la professione di medico.

## Biografia
Phil de Glanville fece parte della squadra rugbistica dell'Università di Durham, ai tempi dei suoi studi in Economia.
Passato poi a Oxford, fu selezionato per la squadra d'élite, e si guadagnò anche la convocazione nell'Inghilterra U-21.
Appartenente alla generazione che vide il passaggio dal dilettantismo al professionismo, visse entrambi gli status nelle 9 stagioni al Bath, che ingaggiò de Glanville nel 1990, e che questi accompagnò in uno dei periodi più vittoriosi della sua storia, vincendo cinque titoli nazionali inglesi, quattro coppe Anglo-Gallesi (con un'accoppiata nel 1996) e un titolo di campione d'Europa nel 1997.
In Nazionale de Glanville esordì nel 1992 contro il Sudafrica; in 12 dei 38 incontri internazionali disputati, entrò da sostituto, in quanto il ruolo era appannaggio di Will Carling e, a seguire, di Jeremy Guscott.
Quando Carling si ritirò, fu proprio de Glanville a vedersene assegnata l'eredità dal C.T. Jack Rowell, sia come ruolo in campo che come capitano della Nazionale.
Prese parte alle Coppe del Mondo del 1995 in Sudafrica (dove l'Inghilterra si piazzò quarta) e a quella del 1999 in Galles, anche se già dal 1997 il nuovo C.T. Clive Woodward aveva relegato de Glanville in panchina a vantaggio di Will Greenwood e assegnato la fascia di capitano a Lawrence Dallaglio.
Nel 1999 de Glanville ridusse l'attività e tornò all'Università di Durham per intraprendere gli studi di medicina e chirurgia; il ritiro definitivo avvenne nel 2001.
Laureatosi, ha intrapreso la professione di medico specializzato in angiologia; collabora con la BFE, la federazione britannica di sport equestri, ed è membro del comitato sud-occidentale di Sport England, l'organismo di promozione dell'attività sportiva in Inghilterra.
Suo figlio Tom (1999) è rugbista professionista, campione d'Inghilterra 2025 con Bath.

## Palmarès
- Premiership: 5
Bath: 1990-91, 1991-92, 1992-93, 1993-94, 1995-96
- Coppe Anglo-Gallesi: 4
Bath: 1991-92, 1993-94, 1994-95, 1995-96
- Heineken Cup: 1
Bath: 1997-98